# رباط سبزوار
رباط سبزوار کاروانسرایی مربوط به دوره صفوی است و در مرکز شهر سبزوار واقع شده است. این اثر در تاریخ ۲۵ شهریور ۱۳۶۳ با شمارهٔ ثبت ۱۶۶۱ به‌عنوان یکی از آثار ملی ایران به ثبت رسیده است.
در دوران پهلوی اداره امنیه سبزوار در این کاروانسرا مستقر بود. همچنین برای مدتی به سبب استقرار عرب‌ها در این کاروانسرا رباط عرب‌ها نامیده می‌شد.

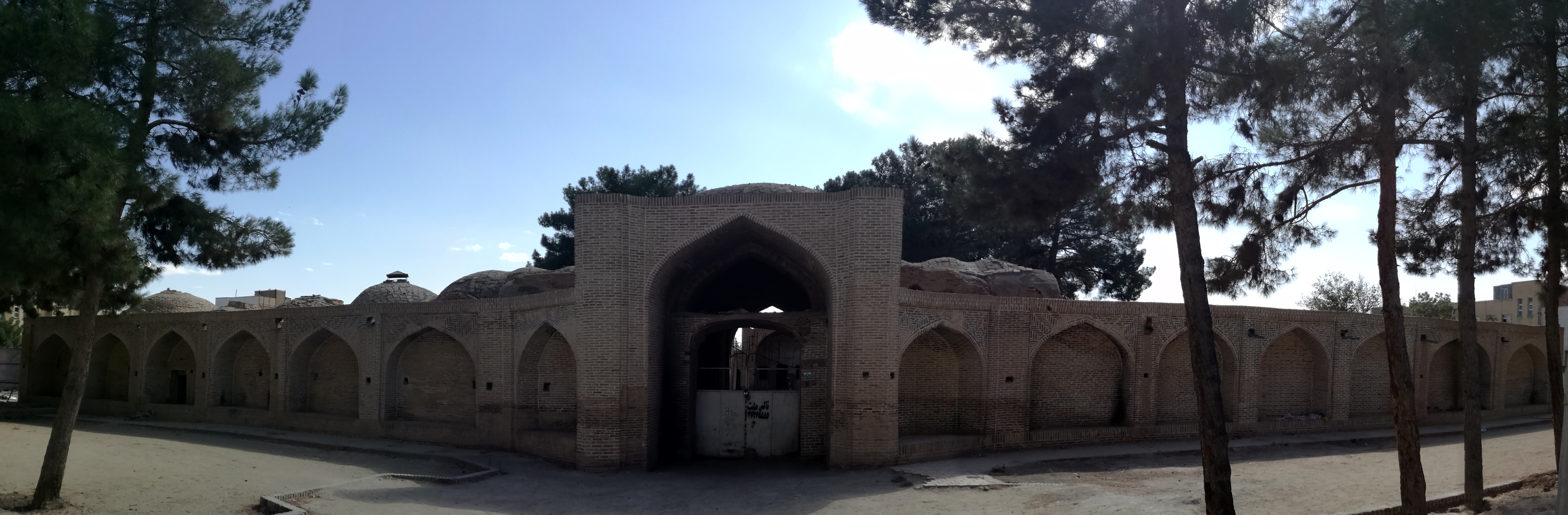
کاروانسرای صفوی سبزوار